# Manuale distruzione - dieci anni dopo
| Recensione | Giudizio |
| ---------- | -------- |
| Rockol     | 8/10     |

Manuale distruzione - dieci anni dopo è un album di remix della cantautrice italiana Levante, pubblicato il 23 maggio 2024.

## Descrizione
L'album, pubblicato a 10 anni di distanza dall'uscita di Manuale distruzione, è il suo remake. Viene ripubblicato con 11 brani registrati in collaborazione con altrettanti artisti. L'unico brano ad essere ripubblicato come in origine è Alfonso. Vi è anche un brano inedito, Mela.

## Tracce
Testi di Claudia Lagona, musiche di Alberto Bianco, eccetto dove indicato diversamente.
1. Non stai bene (feat. Santi Francesi) – 3:00
2. Cuori d'artificio (feat. Colapesce Dimartino) – 4:40
3. Memo (feat. Francesco Bianconi) – 3:35
4. Le margherite sono salve (feat. Veronica Lucchesi) – 4:42
5. Sbadiglio (feat. Brunori Sas) – 3:21
6. Come quando fuori piove (feat. Margherita Vicario) – 3:52
7. Nuvola (feat. Emma Nolde) – 3:52
8. Alfonso – 4:37
9. Farfalle (feat. Francesca Michielin) – 4:30
10. Senza zucchero (feat. Malika Ayane) – 4:11 (testo: Claudia Lagona – musica: Alessandro Bavo)
11. Duri come me (feat. Giorgia Lamante) – 3:45
12. La scatola blu (feat. Gianmaria) – 2:06 (Claudia Lagona)
13. Mela (feat. Bianco) – 3:00